# Bahía del Almirante
La bahía del Almirante es una bahía del mar Caribe de Panamá, en la provincia de Bocas del Toro. En sus inmediaciones se encuentra el archipiélago de Bocas del Toro.
Cristóbal Colón durante su cuarto y último viaje navegó con sus dos carabelas hacia una amplia entrada de agua circular que llamó bahía de Carabaro por los indígenas del lugar, hoy rebautizada en su honor como bahía de Almirante.